# Rubén Blades
Rubén Blades, född 16 juli 1948 i Panama City, är en panamansk sångare, låtskrivare, salsaartist, skådespelare, advokat och politiker.
Han började sin musikaliska karriär i New York. Han har uppträtt och samarbetat med artister som Celia Cruz, Hector Lavoe och Willie Colon. Han är känd för sina politiskt medvetna texter. Han är tvåspråkig och använder både spanska och engelska. 
Blades ställde upp i Panamas presidentval 1994, men blev inte vald. I september 2004 utsåg emellertid Panamas president Martín Torrijos honom till turistminister.
Blades spelade huvudrollen i Paul Simons Broadwaymusikal The Capeman 1997–1998 och har även synts i flera filmer.

## Diskografi
- Con los Salvajes del Ritmo
- From Panama to New York (1970) – Rubén Blades & la Orquesta de Pete Rodriguez
- Barretto – med Ray Barretto orchestra (1975)
- La raza latina – Salsa Suite med Lary Harlow och hans orkester (1977)
- Fania All Stars Tribute to Tito Rodríguez (1976)
- Metiendo mano (1977) – Rubén Blades & Willie Colón
- Fania All Stars Spanish Fever (1978)
- Siembra (1978) – Rubén Blades & Willie Colón
- Fania All Stars Crossover (1979)
- Bohemio y Poeta (1979) – Rubén Blades (Fania)
- Maestra vida: Primera parte (1980) – Rubén Blades (producerad av Willie Colon)
- Maestra vida: Segunda parte (1980) – Rubén Blades (producerad av Willie Colon)
- Fania All Stars Commitment (1980)
- Canciones del solar de los Aburridos (1981) – Rubén Blades & Willie Colón
- The Last Fight (1982) – Rubén Blades & Willie Colon
- El que la hace la paga (1983) – Rubén Blades
- Buscando América (1984) – Rubén Blades & Seis del Solar
- Mucho mejor (1984) – Rubén Blades
- Crossover Dreams (1985) soundtrack
- Escenas (1985) – Rubén Blades y Seis de Solar
- Doble filo (1986) – Rubén Blades
- Agua de luna (1987) – Rubén Blades y Seis del Solar
- Antecedente (1988) – Rubén Blades
- Nothing But the Truth (1988) – Rubén Blades
- With Strings (1988) Rubén Blades
- Live! (1990) Rubén Blades y Son del Solar
- Caminando (1991) – Rubén Blades y Son del Solar
- Best of Ruben Blades (1992) – Rubén Blades (Fania)
- Amor y control (1992) – Rubén Blades y Son Del Solar
- Poetry: The Greatest Hits (1993) – Rubén Blades (Fania)
- Poeta Latina (1993) – Rubén Blades (Fania UK)
- Mucho mejor [Westwind] (1995) – Rubén Blades
- Tras la tormenta (1995) Rubén Blades & Willie Colon
- La rosa de los vientos (1996) – Rubén Blades
- Greatest Hits (Rubén Blades album) (1996) – Rubén Blades y Seis del Solar (Elektra)
- Sus más grandes exitos (1998) – Rubén Blades ( Fania)
- Tiempos (1999) – Rubén Blades y Editus
- Sembra y otros favoritos aalsa para siempre (2001) – Rubén Blades & Willie Colon (Fania)
- Best (2001) – Rubén Blades (Fania)
- Salsa caliente de Nu York (2002) – Rubén Blades (Fania)
- Mundo (2002) – Rubén Blades y Editus Ensemble
- rubenblades.com/cd (2003) Rubén Blades etc
- Una decada (2003) – Rubén Blades (Sony)
- Experencia Ruben Blades (2004) – Rubén Blades (Fania)
- Lo mejor, Vol. 1 (2004) – Rubén Blades (Fania)
- Lo mejor, Vol. 2 (2004) – Rubén Blades (Fania)
- Across 110th St. (2004) – Spanish Harlem Orchestra featuring Rubén Blades
- Maestro de la Fania (2005) – Rubén Blades (Fania)

## Filmografi (urval)
- 2003 – Imagining Argentina
- 2003 – Once Upon a Time in Mexico
- 1997 – En fiende ibland oss
- 1990 – The Two Jakes